# Pugó negre dels cítrics
El pugó negre dels cítrics (Toxoptera aurantii) és una espècie polífaga d'hemípter esternorrinc de la família Aphididae.

## Etimologia
- Toxoptera: mot compost per les paraules gregues τόξον (toxon, arc) i πτερόν (pterón, ales).
- aurantii: paraula llatina que significa taronja, fent referència a un dels seus principals hostes.

## Distribució
La seua distribució va més enllà dels tròpics arribant a la Xina, Rússia, Àfrica del Nord, el Sud-est europeu i a regions d'Amèrica del Nord i del Sud, però en regions no tropicals no afecta a tantes plantes. Aquesta espècie de pugó causa molts danys en fulles i fruits, i pèrdues econòmiques en països tropicals i subtropicals.

## Descripció
Aquest hemípter mesura 1-2 mm i de color fosc. Les femelles àpteres són ovalades i brillants, de color marró rogenc o negre, amb antenes i les potes bandejades en crema i negre, sifons negres i la cauda de 1,1-2,0 mm. Les antenes tenen una llargària de més de 3,5 vegades l'últim segment que les forma. Les femelles alades són de color marró a negre amb un pterostigma negre i es diferencien tòrax i abdomen, mentre que a les àpteres no. Les ales presenten una taca allargada a la vora inferior i la nervadura mitjana es troba bifurcada només una vegada. Presenten un rinari secundari, i sovint menys de 20 sedes. Les nimfes són brunenques. El seu nombre cromosòmic és 2n = 8.

## Biologia
El seu cicle anual és anholocíclic, és a dir, sense forma sexuada coneguda. Passa l'hivern refugiat entre els cítrics, sobre brots tendres que serveixen de suport, o sobre altres espècies properes als horts dels cítrics com ara el pitòspor (Pittosporum tobira). Especialment a la primavera (abril-juny), es desenvolupa amb profusió sobre els cítrics. A la tardor disminueix la seua presència, encara que pot donar-se algun augment atenent a les temperatures. És durant aquestes explosions poblacionals quan es donen els vols. Al llimoner, aconsegueix major desenvolupament, ja que com s'ha dit, els afecten menys altres pugons com Aphis spiraecola, per la qual cosa aquest troba menys competència per a la seua difusió. Anys enrere era l'espècie de pugó que més es trobava als tarongers, fins que el pugó verd dels cítrics el va desplaçar.
La duració del cicle des de nimfa a femella adulta, sota condicions òptimes per al seu desenvolupament (de 22-25 °C), és de 7,76 dies, en canvi, a 15 °C el mateix s'estén a al voltant de 3 setmanes i amb temperatures superiors als 30 °C es paralitza. Les colònies tenen normalment menys de 1.000 individus i encara que l'àfid té un gran potencial reproductiu, té una densitat òptima de fins a 20 individus/3,14 cm².

### Plantes hoste
Els clementiners, generalment, són més sensibles a l'atac d'aquest pugó, especialment quan se'ls realitza una poda severa. Encara i això no és cap amenaça per a les collites.
A banda de cítrics (rutàcies) també es pot alimentar de més de 120 espècies, particularment d'arbres i arbustos de nombroses famílies, especialment d'anacardiàcies, anonàcies, araliàcies, euforbiàcies, lauràcies, malvàcies (cacau), moràcies, rubiàcies, esterculiàcies i teàcies.

## Símptomes i danys
Se situa en el revés de les fulles tendres, en els botons florals i en els fruits acabats de quallar, dels quals extrauen gran quantitat de saba. Les fulles s'endureixen i deformen lleugerament. Les tiges noves s'escurcen. Els xicotets fruits cauen o evolucionen amb certa dificultat. Emet abundant mel de melada, per la qual es pot desenvolupar negreta, i proporcionarà aliment a les formigues que pul·lulen entre les colònies (mirmecocòria).

## Mesures agronòmiques
Els enemics més habituals al nostre territori són himenòpters parasitoides (Aphidius colemani (generalista), Aulacorthum solani i Lysiphlebus testaceipes (especialista), dípters depredadors (Aphidoletes aphidimyza, sobretot les larves taronges, i Episyrphus balteatus), xinxes depredadores (Macrolophus pygmaeus i Nesidiocoris tenuis), coccinèl·lids depredadors (Adalia bipunctata, Propylea quatuordecimpunctata i Scymnus spp.) i neuròpters depredadors (Chrysoperla carnea). Es pot afavorir la presència de tots aquests reguladors de la població augmentant la presència de flors i altres plantes, com per exemple posant un marge floral o bardisses per la perifèria del camp.
En general aquesta espècie de pugó no sol causar danys en cítrics. En cas d'aparéixer algun focus en clementiners, llimoners o plançons seguir les mateixes recomanacions que per a A. spiraecola. Si hi ha risc de plaga no prendre mesures que afavorisquen la brotada, com ara un fort adobament nitrogenat o una poda severa.